# Abbaye de Penthemont

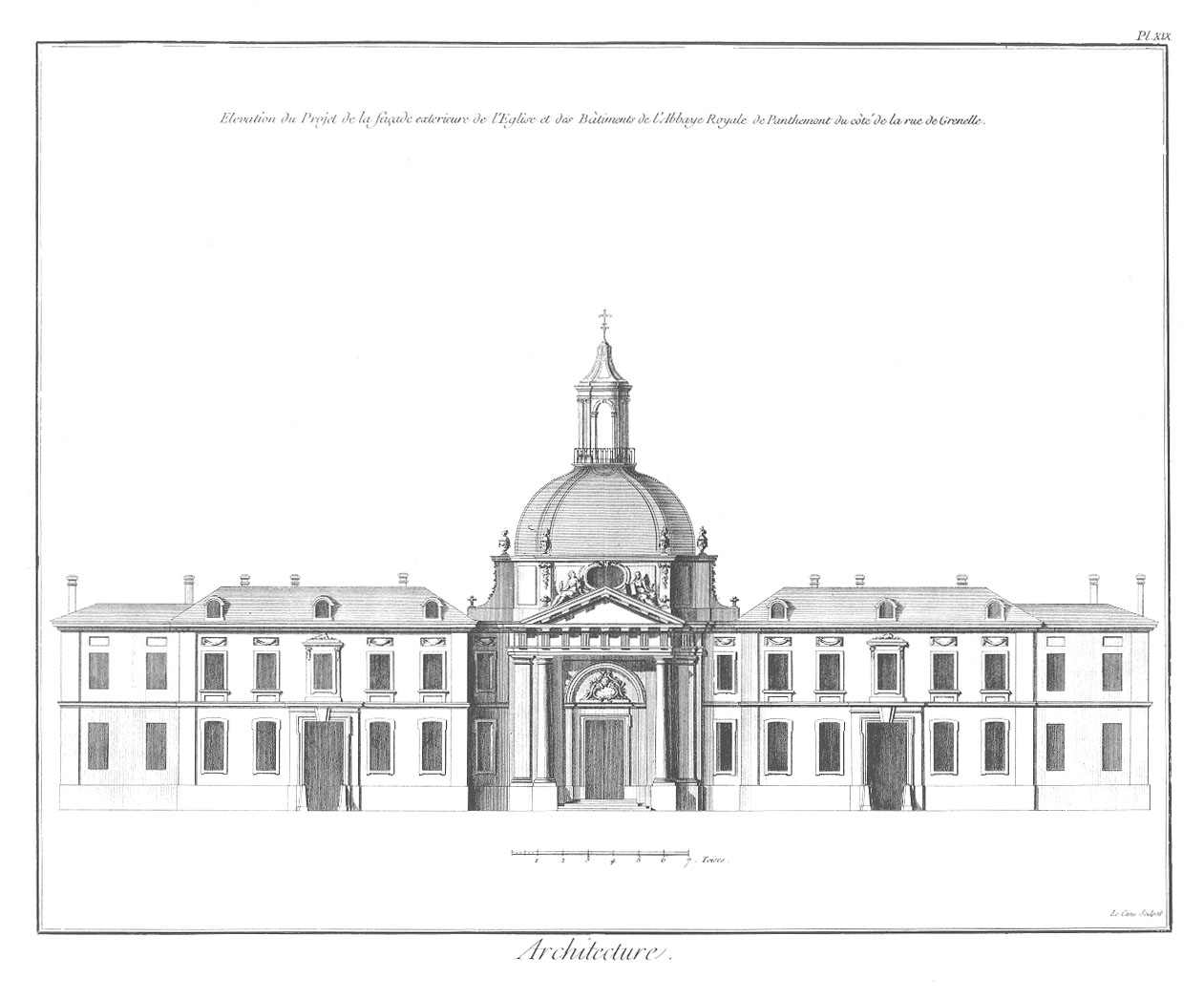
Projet de Franque. Élévation sur la rue de Grenelle.

Abbaye de Penthemont är en byggnad i Paris. Det var ursprungligen en klosterskola och är sedan 1915 en statlig förvaltningsbyggnad. 
Abbaye de Penthemont var namnet på ett nunnekloster som grundades i Beauvais år 1217. Klostret flyttade till Paris 1670 och invigdes två år senare. 
Nunnorna drev en exklusiv flickskola och en kvinnoasyl för personer ur överklassen. Bland dess elever fanns Louise Adélaïde de Bourbon-Condé och Martha Jefferson Randolph, och bland dess asylanter fanns Bathilde av Orléans och Joséphine de Beauharnais.
Abbaye de Penthemont konfiskerades av staten när klosterordnarna i Frankrike upplöstes under Avkristningen under franska revolutionen 1790. Byggnaden uppläts från 1803 som förvaltningsbyggnad åt franska armén. Dess kapell invigdes 1843 till protestantisk kyrka.